# Wekerlei Munkás Szent József-templom
A Wekerlei Munkás Szent József római katolikus plébániatemplom Budapest XIX. kerülete egyik műemléktemploma.

## Története
A kispesti Wekerletelep építése 1912-ben kezdődött el Wekerle Sándor m. kir. pénzügyminiszter-miniszterelnök kezdeményezésére. A területen 1932. november 1-jétől plébánia működik. A templom építése Heintz Béla tervei alapján 1926 nyarán kezdődött, 1930. Kisboldogasszony napján (december 8-án) volt a templom megáldása és az első szentmise. 1932. június 19-én dr. Hanauer Árpád István püspök szentelte fel.
A Munkás Szent József tiszteletére felszentelt templom neoromán építészeti stílusban épült, jellegzetessége a díszes kőfaragású főbejárat, valamint a harangtorony. A templom hossza 50 m, szélessége 30 m, belmagassága 19 m, a torony 51 m magas. A freskók és a hozzákapcsolódó ornamentika Szegedi Molnár Géza festőművész alkotásai, aki 1941–42-ben, valamint 1959-ben összesen 300 négyzetméter falfelületen 6 nagy és 15 kisebb méretű freskóval díszítette a templomot. A szobrok főként Raáb Ferenc művei. Az oltárt carrarai és sóskúti márványból faragták ki.

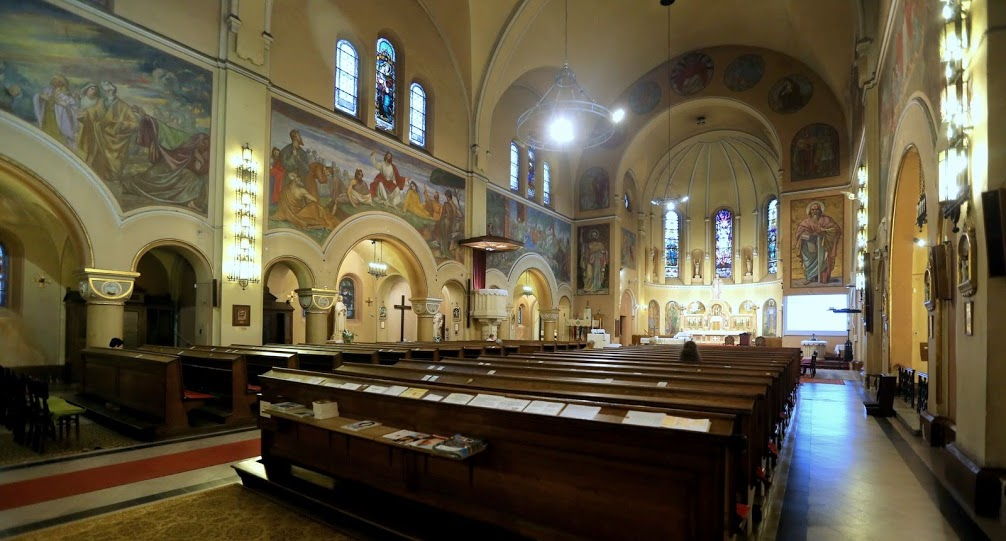

A templom orgonája 1952-ben épült és 2003-ban nagyszabású felújításon esett át.
2010-ben a Kós Károly térrel egyidejűleg európai uniós támogatással a templom renoválása is megtörtént.